# Tobi-Reiser-Preis
Der Tobi-Reiser-Preis war ein jährlich vergebener und zuletzt mit 3.700 Euro dotierter Volkskulturpreis. Er wurde vom Verein der Freunde des Salzburger Adventsingens üblicherweise an Tobi Reisers Geburtstag, dem 2. März, verliehen.
Im Oktober 2013 gab der Verein des Salzburger Adventsingens bekannt, dass die Verleihung des Tobi-Reiser-Preises ausgesetzt wird. Gründe dafür sind die unklare Rolle Reisers in der Zeit des Nationalsozialismus. Man wolle der Verantwortung gegenüber der Person Tobi Reiser, gegenüber den Reiser-Preisträgern, aber auch gegenüber dem Heimatwerk und dem Adventsingen gerecht werden und wissenschaftliche Untersuchungen abwarten, „wie Reiser in seinen Zeiten mit der Geschichte umgegangen ist und was er gemacht bzw. nicht gemacht hat“. 2016 gab das Land Salzburg bekannt, den Preis künftig nicht mehr zu verleihen.
Im Mai 2016 erklärte der Verein der Freunde des Salzburger Adventsingens, dass es definitiv keinen Preis in der bisherigen Form mehr geben werde. Der Verein erklärte diesen Schritt damit, um den „immer wieder aufflammenden Vorwürfen zu Tobi Reisers NS-Vergangenheit ein Ende zu setzen“. Der Verein erklärte, dass anstatt des bisherigen Preises im Herbst 2016 ein anknüpfendes Nachfolgeprojekt vorgestellt werden soll.

## Preisträger
- 1992: Wastl Fanderl, Volksmusikpfleger
- 1993: Pongauer Viergesang
- 1994: Musiker Anton Mooslechner und Matthias Häusler
- 1995: Philipp Meikl, Moderator und Volkskulturexperte
- 1996: Theatermann Charly Rabanser und der Verein m2 Kulturexpress
- 1997: Wilhelm Keller, emeritierter Hochschul-Professor
- 1998: Konrad Schlegl, Instrumentenbauer
- 1999: Franz Kofler, Südtiroler Volksmusikpfleger
- 2000: Mundartdichter Max Faistauer
- 2001: die Geschwister Eisl
- 2002: Kulturinitiative Ramingstein unter der Führung von Bürgermeister Johann Bogensberger
- 2003: Walter Deutsch, Volksliedsammler und Nestor der Volksmusikforschung in Österreich
- 2004: Hermann Mayrhofer, Gründer und Kustos des Bergbau- und Gotikmuseums Leogang
- 2005: Peter Moser von der Tiroler Kirchtagmusig, Tiroler Erzmusikant und ORF-Volksmusikexperte
- 2006: Marianne Böckl und Kathi Greinsberger, Sängerinnen und Liedkomponistinnen
- 2007: Harald Dengg, langjähriger Leiter des Referates für Salzburger Volkskultur und Leiter des Salzburger Volksliedchores
- 2008: Fritz Messner und die Querschläger
- 2009: Großfamilie Well (Biermösl Blosn, Wellküren und Well-Buam; Christoph Well, Hans Well, Michael Well, Traudl Well)
- 2010: Klaus Karl (Komponist der Titelmelodie von "Mei liabste Weis", dem Schnapsflaschl-Boarischen)
- 2011: Die Ausseer Handdrucker Martina Reischauer, Christiane Eder; Sepp Wach, Markus Wach
- 2012: Rudi Pietsch und Hermann Härtel
- 2013: Susanne Bisovsky